# Anomalocosmoecus blancasi
Anomalocosmoecus blancasi là một loài Trichoptera thuộc họ Limnephilidae. Chúng phân bố ở vùng Tân nhiệt đới.